# Zakon o otocima s guanom
Zakon o otocima s guanom (Guano Islands Act) zakon je kojeg je donio američki Kongres 18. kolovoza 1856. , omogućujući državljanima SAD-a prelaženje u posjed otoka, koji su imali naslage guana. Predmetni otoci mogli su biti bilo gdje, i pod uvjetom da nisu pod pravnom nadležnošću (jurisdikcijom) drugih vlada. 
Također je zakon davao ovlasti predsjedniku SAD-a uporabu vojne sile za zaštitu interesa svojih građana po tom pitanju.
Hrvatski prijevod (otprilike i ugrubo; vidi odricanje od odgovornosti dolje u dnu članka)
Kad god bilo koji građanin SAD-a otkrije naslage guana na bilo kojem otoku, greben ili hridi (key=mali, niski otok), koji nije pod zakonitom pravnom nadležnošću (jurisdikcijom) bilo koje vlade, i nije zaposjednut od strane građana ikoje druge vlade, i prijede u mirni posjed istog, i zauzme isti, takvi otok, greben ili hrid, prema diskreciji Predsjednika, bit će smatrano vlasništvom SAD-a. (prvi odjeljak Zakona o otocima s guanom)
Engleski izvornik:

Whenever any citizen of the United States discovers a deposit of guano on any island, rock, or key, not within the lawful jurisdiction of any other Government, and not occupied by the citizens of any other Government, and takes peaceable possession thereof, and occupies the same, such island, rock, or key may, at the discretion of the President, be considered as appertaining to the United States. (first section of Guano Islands Act)

## Vanjske poveznice
- Text of U.S. Code, Title 48, Chapter 8
- 34th Congress Statutes at Large
- 43rd Congress Statutes at Large